# Ernst Bernheim
Ernst Bernheim, född 19 februari 1850 i Hamburg, död 3 mars 1942 i Greifswald, var en tysk historiker.
Bernheim var professor vid Greifswalds universitet från 1883 til 1921, och sysslade från början huvudsakligen med medeltidshistoria. Härifrån kom han in på metodologiska frågor. Han har framhävt nödvändigheten av ett före begagnandet av en historisk källa undersöka författarens världsåskådning och dess betydelse för det litterära uttryckssättet. Rörande ordens olika innebörd i olika tider har han framlagt intressanta iakttagelser i många uppsatser. Hans böcker har även använts på svenska universitet.